# Русько-Тювеєвське сільське поселення
Ру́сько-Тюве́євське сільське поселення (рос. Русско-Тювеевское сельское поселение) — муніципальне утворення у складі Темниковського району Мордовії, Росія. Адміністративний центр — присілок Руське Тювеєво.

## Історія
Станом на 2002 рік існували Русько-Караєвська сільська рада (присілки Велике Татарське Караєво, Руське Караєво, Сосновка, селища Нижній Сатіс, Пушта, Розстаньє, Романовський) та Русько-Тювеєвська сільська рада (присілки Веряси, Дігтярево, Ітяково, Руське Тювеєво, Чижиково).
19 травня 2020 року ліквідоване Русько-Караєвське сільське поселення (присілки Велике Татарське Караєво, Руське Караєво, Сосновка, селища Нижній Сатіс, Пушта, Розстаньє, Романовський) було включено до складу Русько-Тювеєвського сільського поселення.

## Населення
Населення — 1329 осіб (2019, 1568 у 2010, 1782 у 2002).

## Склад
До складу поселення входять такі населені пункти:
| Населений пункт                    | Населення, осіб (2002) | Населення, осіб (2010) |
| ---------------------------------- | ---------------------- | ---------------------- |
| Велике Татарське Караєво, присілок | 229                    | 228                    |
| Веряси, присілок                   | 16                     | 2                      |
| Дегтярево, присілок                | 36                     | 24                     |
| Ітяково, присілок                  | 145                    | 131                    |
| Нижній Сатіс, селище               | 13                     | 4                      |
| Пушта, селище                      | 72                     | 56                     |
| Романовський, селище               | 13                     | 8                      |
| Росстаньє, селище                  | 3                      | 2                      |
| Руське Караєво, присілок           | 357                    | 283                    |
| Руське Тювеєво, присілок           | 686                    | 659                    |
| Сосновка, присілок                 | 133                    | 99                     |
| Чижиково, присілок                 | 79                     | 72                     |